# Dendronephthya variata
Dendronephthya variata är en korallart som beskrevs av Henderson 1909. Dendronephthya variata ingår i släktet Dendronephthya och familjen Nephtheidae. Inga underarter finns listade i Catalogue of Life.